# Sulcia
Sulcia es un género de arañas araneomorfas de la familia Leptonetidae. Se encuentra en los Balcanes y Creta. 

## Lista de especies
Según The World Spider Catalog 11.5:
- Sulcia armata Kratochvíl, 1978
- Sulcia cretica Fage, 1945
- Sulcia inferna Kratochvíl, 1938
- Sulcia mirabilis Kratochvíl, 1938
- Sulcia montenegrina (Kratochvíl & Miller, 1939)
- Sulcia nocturna Kratochvíl, 1938
- Sulcia occulta Kratochvíl, 1938
- Sulcia orientalis (Kulczynski, 1914)